# Edmund Taylor Whittaker

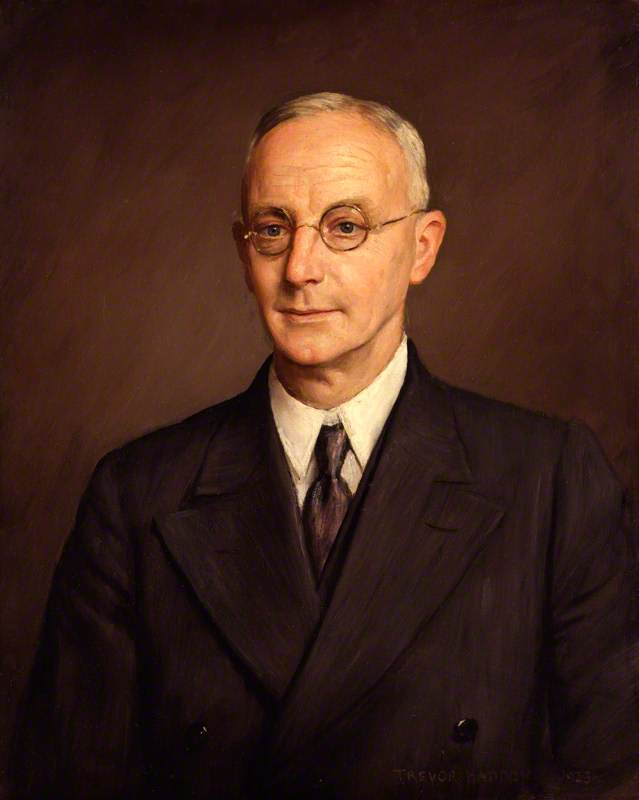
Edmund Taylor Whitakker (von Arthur Trevor Haddon), 1933

Sir Edmund Taylor Whittaker (* 24. Oktober 1873 in Southport, Lancashire; † 24. März 1956 in Edinburgh) war ein britischer Astronom und Mathematiker.

## Leben und Wirken
Edmund Taylor Whittaker machte bedeutende Forschungen auf dem Gebiet spezieller Funktionen, die von besonderem Interesse für die mathematische Physik waren. Hier ist sein Werk A Course of Modern Analysis (1902, später mit seinem Schüler George Neville Watson als Ko-Autor) zu nennen. Sein Werk A History of the Theories of Aether and Electricity, from the Age of Descartes to the Close of the Nineteenth Century (1910, erweitert 1953) machte ihn zu einem wichtigen Wissenschaftshistoriker. Umstritten war jedoch gleich bei Erscheinen des zweiten Bandes 1953 seine Abwertung von Albert Einsteins Beitrag zur speziellen Relativitätstheorie zugunsten von dem von Henri Poincaré, von der ihn auch sein Edinburgher Kollege Max Born nicht abbringen konnte.
Whittaker studierte ab 1892 am Trinity College in Cambridge bei Andrew Russell Forsyth und dem Astronomen George Howard Darwin. Nachdem er 1895 in den Tripos „Second Wrangler“ (hinter Bromwich) war, wurde er 1896 Fellow des Trinity College und errang 1897 den ersten Smith-Preis. Whittaker gab in Cambridge Kurse in Analysis, theoretischer Physik und Astronomie, die häufig den aktuellen Stand seiner eigenen Forschungen wiedergaben. Zu seinen Schülern zählten Godfrey Harold Hardy, James Jeans, Arthur Stanley Eddington, John Edensor Littlewood, Harry Bateman und George Neville Watson. Ab 1906 war er Professor für Astronomie an der University of Dublin und Astronomer Royal of Ireland, nachdem er schon von 1901 bis 1907 Sekretär der Royal Astronomical Society war. Von 1912 bis 1946 war er Professor für Mathematik an der Universität Edinburgh. Dort richtete er das Edinburgh Mathematical Laboratory ein, um sein Interesse an numerischer Analysis praktisch umzusetzen. Daraus entstand 1924 sein Buch The calculus of observations.
1902 fand er eine allgemeine Lösung der Laplace-Gleichung in drei Dimensionen. Außerdem fand er Lösungen der Wellengleichung und der Maxwell-Gleichung. Er gab den speziellen Funktionen der mathematischen Physik eine einheitliche Behandlung als Lösung der hypergeometrischen Differentialgleichung.
Whittaker war seit 1901 verheiratet und hatte zwei Töchter und drei Söhne, von denen John Macnaghten Whittaker (1905–1984) ebenfalls ein bekannter Mathematiker wurde. Mit seinem Sohn spielte Whittaker eine Rolle im Abtasttheorem, das deshalb manchmal nicht nur nach Claude Shannon, sondern auch nach Whittaker und Wladimir Kotelnikow benannt ist.

## Ehrungen
1905 wurde Whittaker als Mitglied in die Royal Society aufgenommen, die ihm 1931 die Sylvester-Medaille und 1954 die Copley-Medaille verlieh. 1928/29 war er Präsident der London Mathematical Society und in den 1940er Jahren lange Zeit Präsident der Royal Society of Edinburgh. 1922 wurde er auswärtiges Mitglied der Accademia Nazionale dei Lincei in Rom. 1935 wurde er Mitglied der Päpstlichen Akademie der Wissenschaften (nachdem er 1930 zum Katholizismus konvertiert war). 1945 wurde er zum Knight Bachelor („Sir“) geschlagen. Die Académie royale des Sciences, des Lettres et des Beaux-Arts de Belgique nahm ihn 1946 als assoziiertes Mitglied auf. Wenige Tage vor seinem Tod wurde er korrespondierendes Mitglied der Académie des sciences.
Die Edinburgh Mathematical Society vergibt zu seinen Ehren den Whittaker-Preis.

## Schriften
- mit George Neville Watson: A Course of modern analysis, Cambridge University Press 1902, Archive (in der 1. Auflage noch ohne Watson, viele Auflagen, z. B. AMS Press 1979)
- A History of the theories of aether and electricity: From the age of Descartes to the close of the nineteenth century, London: Longman, Green and Co.,  1910, Archive,
  - 1951 veröffentlichte Whittaker eine 2. Auflage mit einem zweiten Band 1953 (erschienen bei Nelson in London), der die Zeit von 1900 bis 1926 behandelte, Neuauflagen der 2. Auflage in 2 Bänden: Tomash Publ./American Institute of Physics, 1987, Dover 1989
- Whittaker Analytische Dynamik der Punkte und starren Körper, Springer 1924
  - Englisches Original: A Treatise on the Analytical Dynamics of Particles and Rigid Bodies. First Edition, Cambridge 1904, 1917.
- Whittaker Prinzipien der Störungstheorie und allgemeine Theorie der Bahnkurven in dynamischen Systemen, Enzykl. der mathem. Wissenschaften 1912
- A Short Course in Interpolation. London 1923.
- The Calculus of Observations: A treatise on numerical mathematics, London: Blackie and Son 1924 (4. Auflage mit G. Robinson, Dover 1967)
- Einführung in die Theorie der optischen Instrumente, Leipzig: Barth 1926
  - Englisches Original: The Theory of Optical Instruments, Cambridge Tracts in Mathematics and Mathematical Physics No. 7, Cambridge 1907.
- Von Euklid zu Eddington, Wien: Humboldt Verlag 1952 (Englisch: From Euclid to Eddington: A Study of Conceptions of the External World. Dover 1958)
- Der Anfang und das Ende der Welt, Stuttgart 1955 (Englisch: The Beginning and End of the World. Riddell Memorial Lectures, Fourteenth Series. Oxford 1942)
- Space and Spirit: Theories of the Universe and the Arguments for the Existence of God. 1946.
- Eddington’s Principle in the Philosophy of Science. Cambridge 1951.

Einige Aufsätze:
- Whittaker On the partial differential equations of mathematical physics, Mathematische Annalen, Band 57, 1903, S. 333–355.
- On an expression of the electromagnetic field due to electrons by means of two scalar potential functions, Proc. Lond. Math. Soc. Series 2, Band 1, 1904, S. 367–372.
- Recent Researches on Space, Time, and Force, Monthly Notices Royal Astron. Soc., Band 70, 1910, S. 363–366, Wikisource
- On the functions which are represented by the expansions of the interpolation theory, Proc. Royal Soc. Edinburgh, Sec. A, Band 35, 1915, S. 181–194.
- On the quantum mechanism in the atom, Proc. R. Soc. Edinb., Band 42, 1922, S. 129–146.